# Есмеральда (літературний персонаж)
Есмеральда (франц.Esméralda або La Esméralda), насправді Агнес, вигаданий літературний персонаж, героїня роману Віктора Гюго «Собор Богородиці в Парижі», донька Гудули, відлюдника вежі Роланда, за ромськими звичаями дружина (протягом чотирьох років) поета П'єра Ґренгуара, нар. в 1466 р. в Реймсі, помер 1482 р. у Парижі) — була викрадена дитиною циганами та вихована ними. Жителі Парижа вважають її із ромів.
Чарівна, сліпуча красуня з благородним серцем і наївною вдачею, яка, найімовірніше, була результатом її невинності. Вона не була високою, хоча її струнка фігура справляла таке враження. У неї було темне волосся, золотава шкіра та чорні очі. Вона одяглася в барвисту сукню з відкритими плечима, яка, коли вона піднялася до танцю, також відкривала її стрункі ноги.
Її часто можна було зустріти на площі Грев, де вона танцювала і показувала трюки зі своєю нерозлучною козою Джалі, чим заробляла на хліб. Джалі була маленькою, гарною, білою, прудкою кізкою із позолоченими копитами, ріжками та нашийником. За сигналом Есмеральди вона вистукувала ногою певні місяць і годину або кумедно наслідувала тодішнього королівського прокурора. Мешканці Парижа вважали це чаклунством.